# Copa Pernambuco de Futebol de 2011
A Copa Pernambuco de Futebol de 2011 foi a 17ª edição dessa competição pernambucana de futebol organizada pela Federação Pernambucana de Futebol, que começou no dia 23 de outubro e teve seu término dia 4 de dezembro e teve como campeão o clube Náutico. A competição é um torneio em que os clubes utilizavam os seus elencos sub-20 para a disputa. A Copa Pernambuco era um torneio de caráter amistoso, um torneio de Pré-temporada. Trata-se de um campeonato não oficial, que não tinha muita credibilidade, alguns fatos que contribuem para isso é o fato de não existir inscrições de jogadores para a competição e também não existia súmula de arbitragem ou exames antidoping. Outro fato que faz o torneio não possuir crédito, é que na final da competição. O ingresso do jogo foi um recorte de jornal da página de esportes de um dos grandes jornais de Pernambuco. Na ocasião o público foi de 258 torcedores.

## Formato
A Copa Pernambuco de 2011, foi disputada no formato de pontos corridos (todos contra todos) em Turno e Returno. Nesta edição, participaram 11 equipes/associações divididas em 3 grupos; dois grupos com 4 equipes e um com três, classificando para a próxima fase as equipes que mais pontuassem, mais o segundo melhor colocado no geral. Na fase decisiva, os 3 primeiros colocados de cada grupo, mais o segundo melhor colocado no geral, disputavam um quadrangular final, onde a equipe que mais pontuar neste quadrangular, sagrava-se campeão da competição.

## Critérios de Desempate
Em caso de empate por pontos entre dois ou mais clubes, os critérios de desempate são aplicados na seguinte ordem:
1. Número de vitórias;
2. Saldo de gols;
3. Gols pró;
4. Confronto direto;
5. Menor número de cartões vermelhos;
6. Menor número de cartões amarelos;
7. Sorteio.

## Equipes Participantes
| Equipe                                                | Cidade                  | Em 2010        | Estádio (Mando) | Capacidade | Títulos (Último) | Part.                                                                         |
| ----------------------------------------------------- | ----------------------- | -------------- | --------------- | ---------- | ---------------- | ----------------------------------------------------------------------------- |
| Clube Atlético Pernambucano                           | Carpina                 | Não participou | Paulo Petribu   | 3 500      | 0 (não possui)   | 4 (Sua primeira participação foi como Atlético de Vicência na edição de 2007) |
| Associação Desportiva Cabense                         | Cabo de Santo Agostinho | Não participou | Gileno de Carli | 2 000      | 0 (não possui)   | 8                                                                             |
| Centro Limoeirense de Futebol                         | Limoeiro                | Não participou | José Vareda     | 4 000      | 0 (não possui)   | 7                                                                             |
| Carnaíba Sport Clube                                  | Carnaíba                | Não participou | José Malaquias  | 1 200      | 0 (não possui)   | 1                                                                             |
| Flamengo Sport Club de Arcoverde                      | Arcoverde               | Não participou | Áureo Bradley   | 3 000      | 0 (não possui)   | 2                                                                             |
| Clube Náutico Capibaribe                              | Recife                  | Não participou | Aflitos         | 19 856     | 0 (não possui)   | 4                                                                             |
| Sport Club do Recife                                  | Recife                  | 3°             | Ilha do Retiro  | 35 000     | 3 (em 2010)      | 9                                                                             |
| Santa Cruz Futebol Clube                              | Recife                  | 1°             | Arruda          | 60 044     | 3 (em 2016)      | 9                                                                             |
| Associação Acadêmica e Desportiva Vitória das Tabocas | Vitória de Santo Antão  | 5º             | Carneirão       | 10 000     | 2 (em 2004)      | 7                                                                             |
| Vera Cruz Futebol Clube                               | Vitória de Santo Antão  | Não participou | Carneirão       | 10 000     | 0 (não possui)   | 3                                                                             |
| União Esporte Clube Paulista                          | Paulista                | Não participou | Ademir Cunha    | 12 000     | 0 (não possui)   | 3                                                                             |

## Primeira Fase

### Grupo A
| Pos | Equipes               | Pts | J | V | E | D | GP | GC | SG  | Classificação                    |
| --- | --------------------- | --- | - | - | - | - | -- | -- | --- | -------------------------------- |
| 1   | Sport                 | 10  | 4 | 3 | 1 | 0 | 12 | 3  | +9  | Classificado para à Segunda fase |
| 2   | Carnaíba              | 7   | 4 | 2 | 1 | 1 | 10 | 4  | +6  |                                  |
| 3   | Flamengo de Arcoverde | 0   | 4 | 0 | 0 | 4 | 1  | 16 | -15 |                                  |

### Grupo B
| Pos | Equipes             | Pts | J | V | E | D | GP | GC | SG | Classificação                    |
| --- | ------------------- | --- | - | - | - | - | -- | -- | -- | -------------------------------- |
| 1   | Santa Cruz          | 10  | 6 | 3 | 1 | 2 | 12 | 6  | +6 | Classificado para à Segunda fase |
| 2   | Centro Limoeirense  | 9   | 6 | 2 | 3 | 1 | 9  | 7  | +2 |                                  |
| 3   | Vera Cruz           | 9   | 6 | 2 | 3 | 1 | 9  | 8  | +1 |                                  |
| 4   | Vitória das Tabocas | 4   | 6 | 1 | 1 | 4 | 5  | 14 | -9 |                                  |

### Grupo C
| Pos | Equipes               | Pts | J | V | E | D | GP | GC | SG | Classificação                                                 |
| --- | --------------------- | --- | - | - | - | - | -- | -- | -- | ------------------------------------------------------------- |
| 1   | Náutico               | 13  | 6 | 4 | 1 | 1 | 12 | 3  | +9 | Classificado para à Segunda fase                              |
| 2   | Atlético Pernambucano | 12  | 6 | 4 | 0 | 2 | 8  | 7  | +1 | Classificado para à Segunda fase como melhor segundo colocado |
| 3   | União Paulista        | 6   | 6 | 2 | 0 | 4 | 6  | 7  | -1 |                                                               |
| 4   | Cabense               | 4   | 6 | 1 | 1 | 4 | 3  | 12 | -9 |                                                               |

## Segunda fase

### Quadrangular Final
|  |              |
|  | Campeão      |
|  | Vice-campeão |

## Premiação
| Copa Pernambuco de 2011     |
| --------------------------- |
| Náutico Campeão (1º título) |

## Classificação Geral
| Pos | Equipes               | Pts | J  | V | E | D | GP | GC | SG   | Classificação                               |
| --- | --------------------- | --- | -- | - | - | - | -- | -- | ---- | ------------------------------------------- |
| 1   | Náutico               | 28  | 12 | 9 | 1 | 2 | 25 | 9  | +116 | Campeão, Copa Pernambuco de Futebol de 2011 |
| 2   | Santa Cruz            | 23  | 12 | 7 | 2 | 3 | 24 | 13 | +11  | Vice-campeão                                |
| 3   | Sport                 | 17  | 10 | 5 | 2 | 3 | 22 | 11 | +11  | Eliminados na Primeira fase                 |
| 4   | Atlético Pernambucano | 12  | 12 | 4 | 0 | 8 | 13 | 22 | -9   | Eliminados na Primeira fase                 |
| 5   | Centro Limoeirense    | 9   | 6  | 2 | 3 | 1 | 9  | 7  | +2   | Eliminados na Primeira fase                 |
| 6   | Vera Cruz             | 9   | 6  | 2 | 3 | 1 | 9  | 8  | +1   | Eliminados na Primeira fase                 |
| 7   | Carnaíba              | 7   | 4  | 2 | 1 | 1 | 10 | 4  | +6   | Eliminados na Primeira fase                 |
| 8   | União Paulista        | 6   | 6  | 2 | 0 | 4 | 6  | 7  | -1   | Eliminados na Primeira fase                 |
| 9   | Vitória das Tabocas   | 4   | 6  | 1 | 1 | 4 | 5  | 14 | -9   | Eliminados na Primeira fase                 |
| 10  | Cabense               | 4   | 6  | 1 | 1 | 4 | 3  | 12 | -9   | Eliminados na Primeira fase                 |
| 11  | Flamengo de Arcoverde | 0   | 4  | 0 | 0 | 4 | 1  | 16 | -15  | Eliminados na Primeira fase                 |